# Svedberg

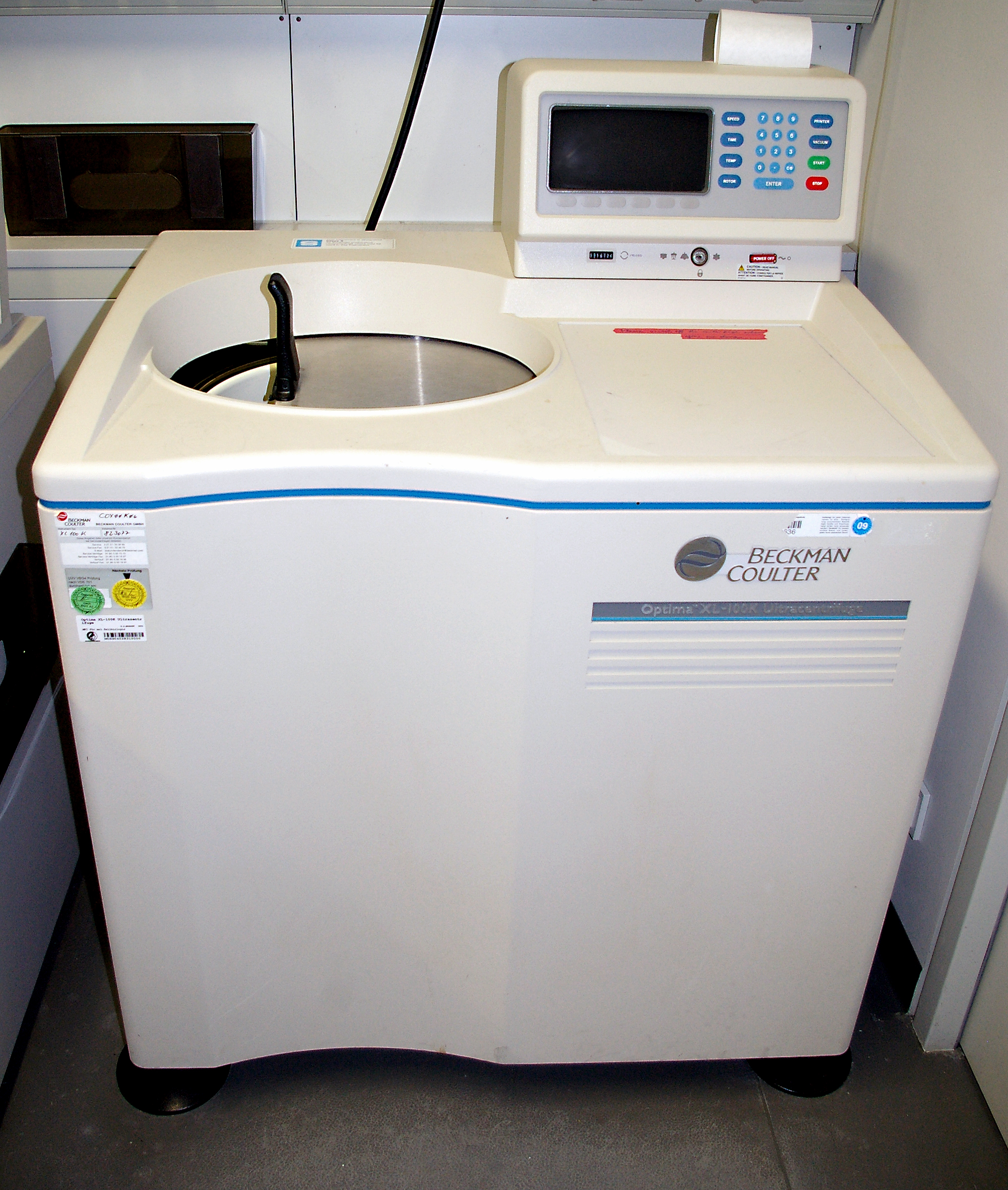
Ultracentrifugeuse Beckman-Coulter XL-100K

Le Svedberg, de symbole S, est une unité de mesure du taux de sédimentation. Elle est nommée ainsi en l'honneur du chimiste et physicien suédois Theodor Svedberg (1884-1971), lauréat du prix Nobel de chimie en 1926 pour ses travaux en chimie des colloïdes et son invention de l'ultracentrifugeuse.
Le taux ou coefficient de sédimentation d'une particule est calculé en divisant la vitesse terminale de la particule sédimente (en m/s) par l'accélération appliquée (en m/s²). La vitesse est constante, car l'accélération appliquée par l'ultra-centrifugeuse (se mesurant généralement en millions de gravités) est contrebalancée par la résistance visqueuse du médium (normalement de l'eau) au travers duquel la particule se déplace. Le résultat a les dimensions d'une unité de temps et est exprimé en svedbergs : un svedberg vaut exactement 10−13 s.
La constante de Svedberg caractérise une particule dans un milieu donné, elle est notée {\displaystyle S} : {\displaystyle S=V_{l}/a} (vitesse limite {\displaystyle V_{l}} divisée par l'accélération {\displaystyle a}). Exprimée en unité Svedberg, son ordre de grandeur pour les macromolécules est de quelques unités à quelques dizaines d'unités Svedberg.
Le svedberg n'est pas additif : une particule formée de deux particules de 5 S n'aura pas un coefficient de sédimentation de 10 S (le ribosome et ses deux sous-unités rassemblées en donnent un exemple classique).